# Чеџу (град)
Чеџу (кореј. 제주시, Jeju-si) град је у Јужној Кореји, највећи град на истоименом острву и главни град истоимене провинције.

## Клима
| Клима Чеџу (1981—2010, екстреми 1923—данас) | Клима Чеџу (1981—2010, екстреми 1923—данас) | Клима Чеџу (1981—2010, екстреми 1923—данас) | Клима Чеџу (1981—2010, екстреми 1923—данас) | Клима Чеџу (1981—2010, екстреми 1923—данас) | Клима Чеџу (1981—2010, екстреми 1923—данас) | Клима Чеџу (1981—2010, екстреми 1923—данас) | Клима Чеџу (1981—2010, екстреми 1923—данас) | Клима Чеџу (1981—2010, екстреми 1923—данас) | Клима Чеџу (1981—2010, екстреми 1923—данас) | Клима Чеџу (1981—2010, екстреми 1923—данас) | Клима Чеџу (1981—2010, екстреми 1923—данас) | Клима Чеџу (1981—2010, екстреми 1923—данас) | Клима Чеџу (1981—2010, екстреми 1923—данас) |
| Показатељ \ Месец                           | .Јан.                                       | .Феб.                                       | .Мар.                                       | .Апр.                                       | .Мај.                                       | .Јун.                                       | .Јул.                                       | .Авг.                                       | .Сеп.                                       | .Окт.                                       | .Нов.                                       | .Дец.                                       | .Год.                                       |
| ------------------------------------------- | ------------------------------------------- | ------------------------------------------- | ------------------------------------------- | ------------------------------------------- | ------------------------------------------- | ------------------------------------------- | ------------------------------------------- | ------------------------------------------- | ------------------------------------------- | ------------------------------------------- | ------------------------------------------- | ------------------------------------------- | ------------------------------------------- |
| Апсолутни максимум, °C (°F)                 | 21,8 (71,2)                                 | 24,5 (76,1)                                 | 28,1 (82,6)                                 | 30,9 (87,6)                                 | 31,6 (88,9)                                 | 34,5 (94,1)                                 | 37,5 (99,5)                                 | 37,4 (99,3)                                 | 34,4 (93,9)                                 | 32,1 (89,8)                                 | 26,4 (79,5)                                 | 23,3 (73,9)                                 | 37,5 (99,5)                                 |
| Максимум, °C (°F)                           | 8,3 (46,9)                                  | 9,4 (48,9)                                  | 12,8 (55)                                   | 17,5 (63,5)                                 | 21,6 (70,9)                                 | 24,8 (76,6)                                 | 29,0 (84,2)                                 | 29,8 (85,6)                                 | 25,8 (78,4)                                 | 21,3 (70,3)                                 | 16,0 (60,8)                                 | 11,0 (51,8)                                 | 18,9 (66)                                   |
| Просек, °C (°F)                             | 5,7 (42,3)                                  | 6,4 (43,5)                                  | 9,4 (48,9)                                  | 13,8 (56,8)                                 | 17,8 (64)                                   | 21,5 (70,7)                                 | 25,8 (78,4)                                 | 26,8 (80,2)                                 | 23,0 (73,4)                                 | 18,2 (64,8)                                 | 12,8 (55)                                   | 8,1 (46,6)                                  | 15,8 (60,4)                                 |
| Минимум, °C (°F)                            | 3,2 (37,8)                                  | 3,6 (38,5)                                  | 6,1 (43)                                    | 10,2 (50,4)                                 | 14,4 (57,9)                                 | 18,7 (65,7)                                 | 23,3 (73,9)                                 | 24,3 (75,7)                                 | 20,4 (68,7)                                 | 15,1 (59,2)                                 | 9,8 (49,6)                                  | 5,3 (41,5)                                  | 12,9 (55,2)                                 |
| Апсолутни минимум, °C (°F)                  | −5,8 (21,6)                                 | −6,0 (21,2)                                 | −4,1 (24,6)                                 | −0,2 (31,6)                                 | 4,0 (39,2)                                  | 9,2 (48,6)                                  | 15,0 (59)                                   | 15,8 (60,4)                                 | 9,8 (49,6)                                  | 5,5 (41,9)                                  | 0,5 (32,9)                                  | −3,6 (25,5)                                 | −6,0 (21,2)                                 |
| Количина падавина, mm (in)                  | 65,2 (2,567)                                | 62,6 (2,465)                                | 88,6 (3,488)                                | 89,6 (3,528)                                | 96,4 (3,795)                                | 181,4 (7,142)                               | 239,9 (9,445)                               | 262,5 (10,335)                              | 221,6 (8,724)                               | 80,3 (3,161)                                | 61,9 (2,437)                                | 47,7 (1,878)                                | 1.497,6 (58,961)                            |
| Дани са падавинама (≥ 0.1 mm)               | 12,6                                        | 10,3                                        | 11,2                                        | 10,0                                        | 10,4                                        | 11,8                                        | 12,5                                        | 13,5                                        | 10,8                                        | 7,0                                         | 9,3                                         | 10,8                                        | 130,2                                       |
| Дани са снегом                              | 8,2                                         | 4,6                                         | 1,4                                         | 0,0                                         | 0,0                                         | 0,0                                         | 0,0                                         | 0,0                                         | 0,0                                         | 0,0                                         | 0,4                                         | 5,3                                         | 19,9                                        |
| Релативна влажност, %                       | 65,3                                        | 64,9                                        | 64,9                                        | 66,5                                        | 70,4                                        | 76,8                                        | 78,3                                        | 76,5                                        | 73,7                                        | 66,9                                        | 65,1                                        | 65,1                                        | 69,6                                        |
| Сунчани сати — месечни просек               | 70,4                                        | 105,4                                       | 158,9                                       | 194,4                                       | 211,9                                       | 170,9                                       | 195,6                                       | 195,6                                       | 161,7                                       | 178,5                                       | 126,0                                       | 84,8                                        | 1.854,1                                     |
| Сунчано време — месечни проценти            | 22,2                                        | 34,0                                        | 42,8                                        | 49,8                                        | 49,2                                        | 39,7                                        | 44,7                                        | 47,2                                        | 43,5                                        | 50,7                                        | 40,2                                        | 27,4                                        | 41,7                                        |
| Извор:                                      |                                             |                                             |                                             |                                             |                                             |                                             |                                             |                                             |                                             |                                             |                                             |                                             |                                             |

## Партнерски градови
- Гуејлин
- Лајжу
- Руан
- Санда
- Санта Роса
- Вакајама